# Feldbahnen der Daira Saniyya
| Feldbahn an der 1895–1897 von Fives-Lille errichteten Zuckerfabrik von Nag Hammadi (300 km südlich von al-Minya) |            |                              |                              |
| Feldbahn von al-Minya und oberägyptische Eisenbahn (rote Linien) sowie Bewässerungskanäle (blaue Linien) in der Provinz al-Minya (Minieh), 1891. Norden ist rechts, d. h. Kairo liegt rechts und Luxor links des Ausschnitts.             |            |                              |                              |
| Streckenlänge: | 250–470 km |                              |                              |
| Spurweite: | unbekannt  |                              |                              |
| |            |                              |                              |
| \| \| \| \| \| \| \| \| Zuckerfabrik Maghagha am Nil \| \| \| \| \| Zuckerfabrik Aba al-Waqf \| \| \| \| \| Zuckerfabrik Bani Mazar \| \| \| \| \| Zuckerfabrik Matay \| \|                                                               |            |                              |                              |
| Strecke von links (außer Betrieb) · Strecke quer (außer Betrieb) · Strecke von rechts (außer Betrieb) |            |                              |                              |
| Abzweig geradeaus, nach links und von links (Strecke außer Betrieb) · Strecke quer (außer Betrieb) · Abzweig quer, nach links und von links (Strecke außer Betrieb) · Kopfbahnhof Streckenende und quer (Strecke außer Betrieb) · Bahnhof |            | Zuckerfabrik Maghagha am Nil | Zuckerfabrik Maghagha am Nil |
| Bahnhof (Strecke außer Betrieb) · Strecke (außer Betrieb) |            | Zuckerfabrik Aba al-Waqf     | Zuckerfabrik Aba al-Waqf     |
| Strecke (außer Betrieb) · Bahnhof (Strecke außer Betrieb) |            | Zuckerfabrik Bani Mazar      | Zuckerfabrik Bani Mazar      |
| Strecke nach links (außer Betrieb) · Bahnhof quer (Strecke außer Betrieb) · Strecke nach rechts (außer Betrieb) |            | Zuckerfabrik Matay           | Zuckerfabrik Matay           |

Die Feldbahnen der Daira Saniyya waren ein mehr als 250 km langes Schmalspurbahnnetz in Ägypten auf den etwa 340.000 Hektar großen, von der Daira Saniyya verwalteten Landgütern des Khediven Ismail Pascha, einschließlich der Feldbahn der Provinz al-Minya, 250 km südlich von Kairo am westlichen Ufer des Nil.

## Geschichte
Zum Transport des Baumaterials für die Zuckerfabriken und für den Transport des Zuckerrohrs und der Zuckerprodukte ließ der Khedive Ismail Pascha 1867–1875 von den französischen Firmen Cail und Fives-Lille etwa 14 Zuckerfabriken bauen, die die Grundlage und die technische Infrastruktur für die moderne Rohrzuckerindustrie in Mittel- und Oberägypten bildeten. Weitere Zuckerfabriken wurde von britischen Firmen errichtet. Die schlüsselfertigen Bauvorhaben wurden inklusive der Maschinen jeweils von einem europäischen Generalunternehmer aus vorgefertigten eisernen Fachwerkstrukturen nach einem Konzept errichtet, das später auch in anderen Regionen der Welt angewendet wurde.
Um 1878 betrieb die Daira Saniyya genannte Verwaltung der Landgüter des Khediven etwa 15 Zuckerfabriken, 250 Kilometer lange Eisenbahnstrecken, 50 Lokomotiven und 1500 Waggons. Die ägyptischen Zuckerfabriken konnten 100.000 Tonnen Rohzucker pro Jahr erzeugen und hatten jeweils eine Destille, um Alkohol zu brennen. Die Zuckerfabriken konnten pro Standort jeweils bis zu 1500 t Zuckerrohr pro Tag verarbeiten, die nach der Ernte mit der Feldbahn innerhalb weniger Stunden von den Feldern zu den Fabriken transportiert wurden.
Um 1900 gab es noch neun von der Daira Saniyya verwaltete Zuckerfabriken, die Rohzucker für die Raffinerie im Ausland, Melasse für den lokalen Markt und Alkohol herstellten. In einem vom ägyptischen Generalkonsul Lord Cromer aufgrund der hohen internationalen Verschuldung entworfenen Deal wurden die Zuckerfabriken und Feldbahnen der Daira Saniyya, aber nicht die Grundstücke der Plantagen, an die Société Générale de Sucreries verkauft, die bereits zuvor zwei vergleichsweise moderne Zuckerfabriken in der Gegend betrieb. Diese geriet 1905 nach dem Selbstmord ihres Geschäftsführers Ernest Cronier in finanzielle Schwierigkeiten, woraufhin sie das Eisenbahnnetzwerk an den Staat verkaufte. Der 1905 durchgeführte Verkauf von 470 km Bahngleisen, 65 Lokomotiven und 2092 Wagen an den ägyptischen Staat brachte der Société Générale de Sucreries einen Erlös 400.000 E£.